# 新貴裕
新 貴裕（しん たかひろ、1991年8月10日 - ）は、日本の男子バレーボール選手。

## 来歴
石川県白山市出身。バレーボールをしていた母親の影響を受けてバレーボールを始める。
石川県立工業高等学校、明治大学を経て、2013年、V・チャレンジリーグ（当時2部リーグ）・富士通カワサキレッドスピリッツの内定選手となる。2016/17シーズンに敢闘賞、2017/18シーズンに最高殊勲選手賞をそれぞれ受賞した。
2018年にV1リーグのパナソニックパンサーズに移籍。
2022年、日本代表登録メンバーに選出された。
2022年11月5日、V1男子の大分三好ヴァイセアドラー戦（パナソニックアリーナ）でVリーグ通算230試合出場を果たした。それにより、V1男子ファイナル終了後、Vリーグ栄誉賞を受賞した。
2024年5月、6月1日より東レアローズ静岡に期限付き移籍することが発表された。当初は完全に籍を移す話であったが、「家族もいるのでパナソニックの社員として残りたい」という本人の希望からレンタル移籍となった。
2025年5月、レンタル元チームの大阪ブルテオンを退団。東レとプロ契約を締結した。

## 球歴
- 日本代表（2022年）

## 所属チーム
- 石川県立工業高等学校
- 明治大学
- 富士通カワサキレッドスピリッツ（2014-2018年） #16
- パナソニックパンサーズ（2018-2025年） #20
  - 東レアローズ静岡（レンタル、2024-2025年）
- 東レアローズ静岡（2025年-）

## 受賞歴
- 2017年 - 2016-17V・チャレンジリーグI 敢闘賞
- 2018年 - 2017-18V・チャレンジリーグI 最高殊勲選手賞
- 2023年 - 2022-23 V.LEAGUE DIVISION1 MEN Vリーグ栄誉賞